# Amnesia Scanner
Amnesia Scanner est un duo finlandais de musique électronique, basé à Berlin, en Allemagne. 

## Histoire
Signé chez PAN Records, leur premier EP physique AS sort en exclusivité vinyle en 2016. Ils collaborent également avec Holly Herndon et Mykki Blanco. Le duo avait un projet précédent appelé Renaissance Man.

## Discographie

### Albums studio
- 2018 : Another Life
- 2020 : Tearless
- 2023 : Strobe.rip (avec Freeka Tet)
- 2024 : HOAX  (avec Freeka Tet)

### EP
- 2015 : Angels Rig Hook (vinyle édition limitée)
- 2016 : AS (vinyl exclusive)

### Mixtapes
- 2015 : Cyber Monday
- 2016 : LEXACHAST (avec Bill Kouligas)
- 2017 : AS Truth